# Luc Housse
Luc Housse o Jean-Pierre Lucas Leather (Ciutat de Luxemburg, 24 de febrer de 1871 - 18 de maig de 1930) va ser un jurista i polític luxemburguès. Va ocupar el càrrec d'alcalde de la ciutat de Luxemburg entre 1918 i 1920. Durant el seu període com a alcalde, el municipi de Luxemburg es va ampliar per incloure les antigues comunitats d'Eich, Hamm (Luxemburg), Hollerich i Rollingergrund, que ara formen la majoria dels seus barris.
Hi ha un carrer a Cessange, ciutat de Luxemburg, amb el nom de Housse (Rue Luc Housse).

## Honors
- Oficial de l'Orde de la Corona de Roure, (promoció 1920)[1]
- Comandant de l'Orde d'Adolf de Nassau[2]
- Oficial de la Legió d'Honor
- Comandant de l'Orde de la Corona (Bèlgica)